# Kostel Nanebevzetí Panny Marie (Libčany)
Kostel Nanebevzetí Panny Marie se nalézá na návrší na okraji obce Libčany v okrese Hradec Králové. Románský kostel spolu s areálem přilehlého hřbitova a zvonice tvoří dominantu obce a jejího okolí. Románský kostel je chráněn jako kulturní památka.

## Historie
Kostel Nanebevzetí Panny Marie v Libčanech je románský bezvěžový tribunový kostel s apsidou pocházející počátku 13. století. Kostel byl na přelomu 15. a 16. století přestavěn goticky, následně v roce 1608 renesančně a posléze barokně. Z počátku kostela se dochovalo románské zdivo, ústupkový portál s tympanonem a sloupy tribuny. To je znázorněno freskou od Josefa Kramolína či jeho žáka zasazenou v nice a obklopenou iluzivními sloupy.
Do jižního pilíře triumfálního oblouku je vložen epitaf hraběte Jana Petra Straky z Nedabylic († 1720). Na konzole vystupující ze zdi je položen sarkofág s rodovým erbem opřeným o konzolu s dvěma orlími pařáty. O sarkofág se levou rukou opírá polopostava hraběte Straky oděného ve zbroji s dlouhou parukou na hlavě, který pravou rukou ovinutou pláštěm kyne směrem k oltáři. Za jeho zády klečí dítě s přesýpacími hodinami a lebkou v rukou. Nad hrabětem rozprostírá okřídlený stařec Chronos zvlněnou drapérii s latinsky psaným epitafem ze zlaceného písma.
Naproti epitafu je na severním pilíři vítězného oblouku umístěna dřevěná kazatelna se stříškou zakončenou sochou Hospodina s knihou v ruce z první poloviny 19. století.
U kostela je dále barokní márnice, novodobá zvonice a barokní fara. Areál je obklopen ohradní zdí.

## Galerie

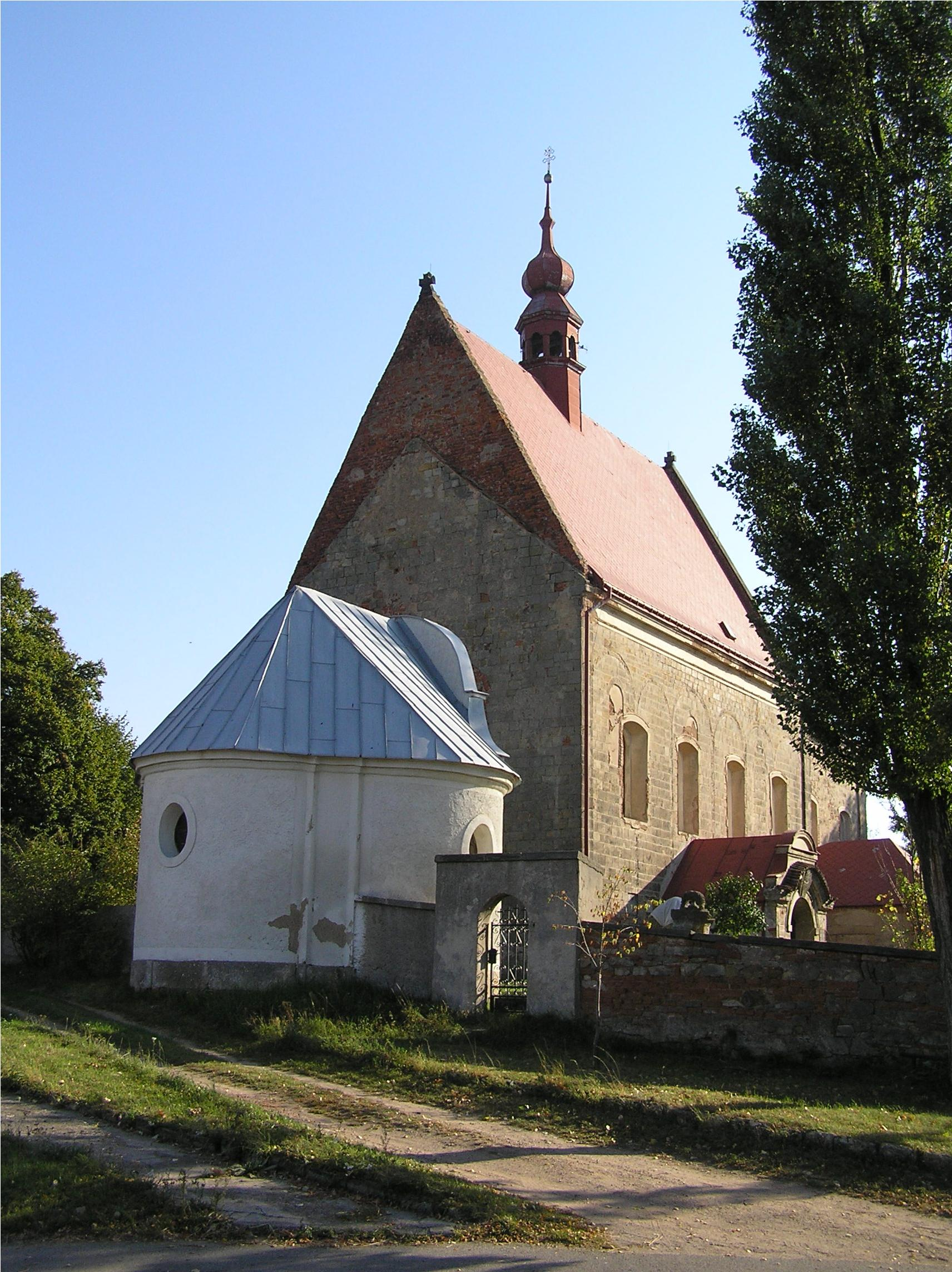
Kostel Nanebevzetí Panny Marie v Libčanech
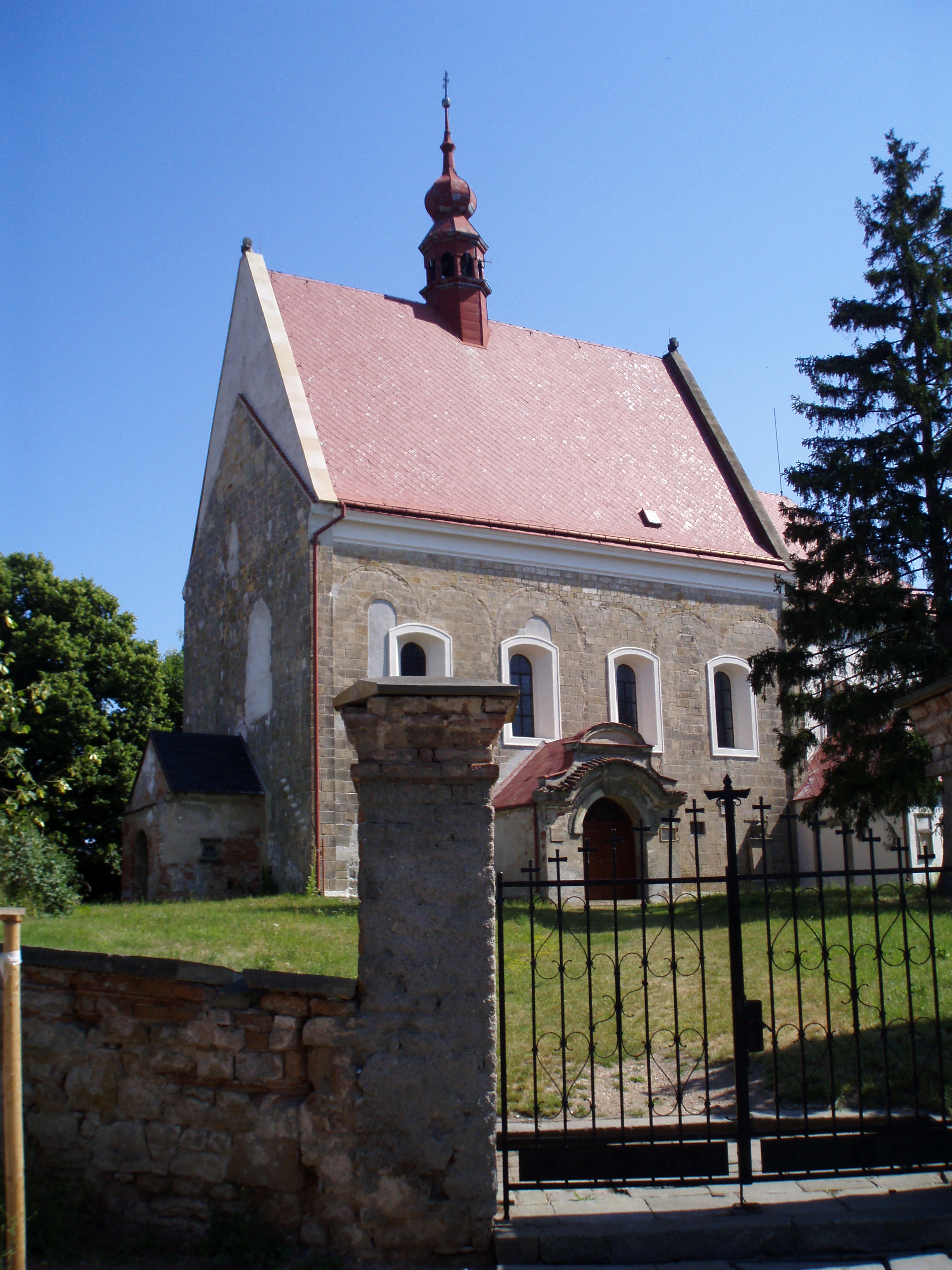
Kostel Nanebevzetí Panny Marie v Libčanech
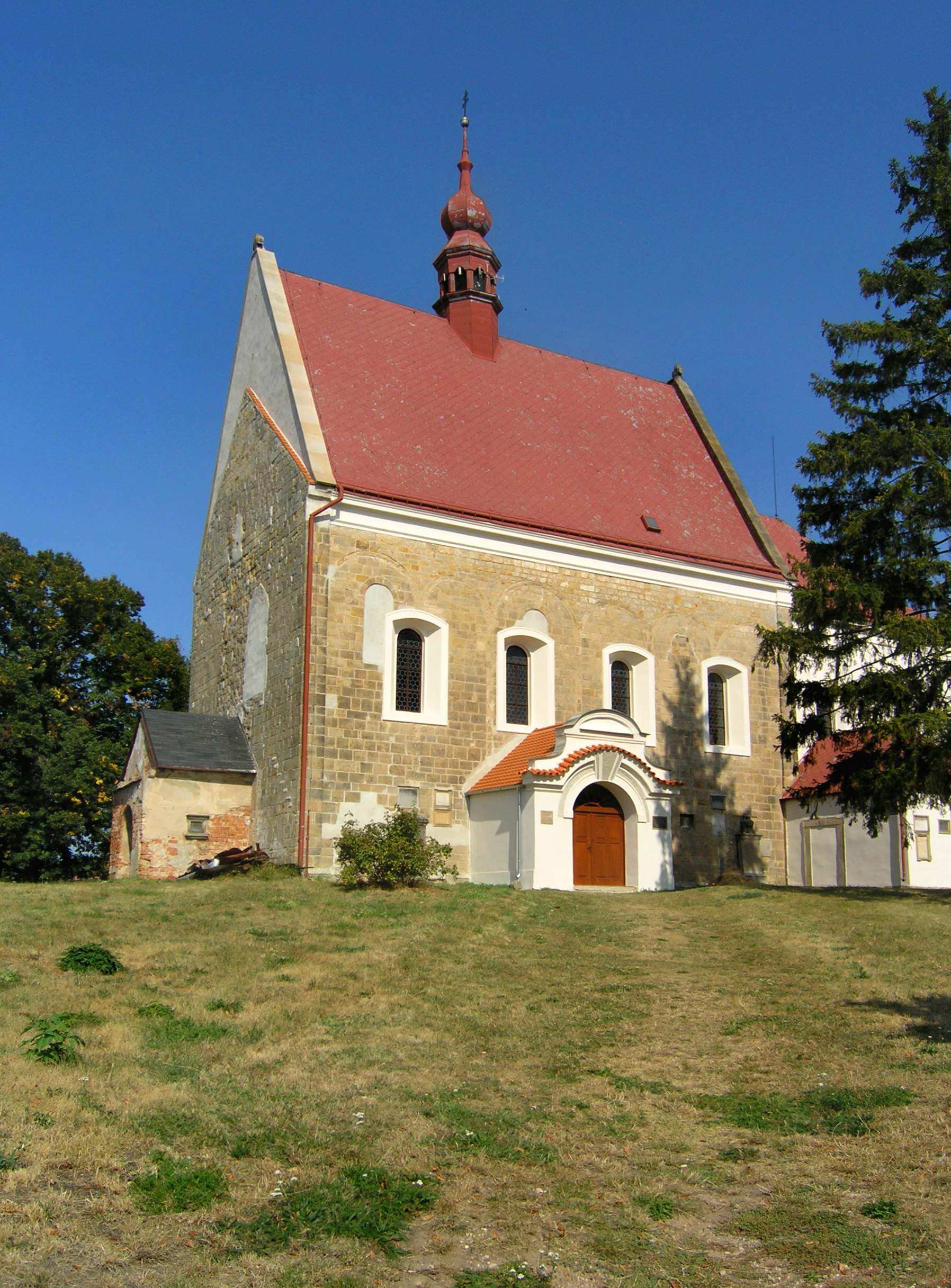
Kostel Nanebevzetí Panny Marie v Libčanech